# Didynamipus sjostedti
Didynamipus sjostedti es una especie de anfibio anuro de la familia de sapos Bufonidae. Es la única especie del género Didynamipus.
Se encuentra en el noroeste de Camerún, la isla de Bioko (Guinea Ecuatorial) y el sudeste de Nigeria.
Su hábitat natural incluye bosques secos tropicales o subtropicales, montanos secos y zonas previamente boscosas ahora muy degradadas.
Se encuentra amenazada de extinción por la pérdida de su hábitat natural.